# Sowerbyella
Sowerbyella är ett släkte av svampar. Sowerbyella ingår i familjen Pyronemataceae, ordningen skålsvampar, klassen Pezizomycetes, divisionen sporsäcksvampar och riket svampar.